# Günther Ramin
Günther Werner Hans Ramin (n. 15 octombrie 1898, Karlsruhe, Imperiul German – d. 27 februarie 1956, Leipzig, RDG) a fost un organist, clavecinist, dirijor, compozitor și pedagog german.